# Rhodometra sanguinaria
Rhodometra sanguinaria là một loài bướm đêm trong họ Geometridae.